# 兵馬司 (日本)
兵馬司（日语：／，訓讀：つわもののうまのつかさ）是日本律令制下兵部省所屬機構。

## 職務
兵馬司主管日本全國公私有的牛馬和傳馬。
大同3年（808年）廢除，其職務由左右馬寮分擔。

## 職員
- 正（正六位上）一名
- 佑（從七位下）一名
- 大令史（大初位上）及小令史（大初位下）各一名

- 使部六名
- 直丁一名